# 龍城大君
龍城大君（韓語：용성대군，1624年10月14日（九月初三）—1629年12月22日（十一月初八）），諱李滾（韓語：이곤），是朝鮮王朝第16代君主仁祖與仁烈王后韓氏的第四子。

## 生平
李滾在出生時尚未封君，到夭折前仍以「第三大君」稱之，高宗八年（1871年）加上諡號章懿（韓語：장의）。
後來朝廷在高宗九年（1872年）定以其兄長麟坪大君李㴭的第四子福平君李㮒作嗣，次年（1873年）二月遣宗臣致祭。

## 家族關係
- 父親：朝鮮仁祖李倧
- 母親：仁烈王后韓氏
- 養子：福平君李㮒（追養）

## 附註
1. ↑  .   [2014-01-23]. （原始内容存档于2020-04-17）.
2. 1 2  《仁祖實錄》21卷·七年十一月初八條
3. ↑  《仁祖實錄》12卷·四年三月二十一條
4. ↑  《璿源系譜紀略》14卷·仁祖大王
5. ↑  《高宗實錄》8卷·八年三月十六條
6. ↑  《高宗實錄》9卷·九年八月初一條
7. ↑  《高宗實錄》10卷·十年二月二十二條